# موشيه والاش
كان موشيه والاش (بالعبرية: משה וולך) (28 ديسمبر 1866 - 8 أبريل 1957) طبيباً يهوديًا ألمانياً وطبيباً رائداً في القدس. كان مؤسس مستشفى شعاري تسيديك على شارع يافا، وأداره لمدة 45 عاماً. وقد أدخل الطب الحديث إلى المواطنين الفقراء والمصابين بالأمراض، وقبل المرضى من جميع الأديان وقدّم الرعاية الطبية المجانية للمعوزين. عُرف موشيه مع المستشفى لدرجة أن هذا الأخير أصبح يُعرف باسم «مستشفى والاش». كان يهودياً متديناً، وكان أيضاً ناشطاً في جماعة أجوداث إسرائيل العالمية اليهودية الأرثوذكسية في إسرائيل. ودُفِن في المقبرة الصغيرة المجاورة للمستشفى.

## وصلات خارجية
- Photos: Meeting of Jerusalem municipality with Dr. Moshe Wallach, Shaare Zedek's First Director and Chief Medical Officer, and Isaac Herzog, Chief Rabbi of Israel, 1952